# Остров (фильм, 1980)
«Остров» (англ. The Island) — приключенческий триллер 1980 года. Экранизация бестселлера Питера Бенчли, автора триллеров «Челюсти», «Тварь» и «Бездна».

## Сюжет
Блэр Мейнард (Майкл Кейн) — американский журналист, пытающийся разгадать тайну исчезновения кораблей в Бермудском треугольнике.

## В ролях
- Майкл Кейн — Блер Мейнард
- Дэвид Уорнер — Джон Дэвид Нау
- Анжела Панч Макгрегор — Бет
- Фрэнк Миддлмасс — Виндзор
- Дон Хендерсон — Ролло
- Дадли Саттон — доктор Брэзил
- Колин Дживонс — Хиццонер

## Номинации
В 1981 году фильм был номинирован на антипремию «Золотая малина» в двух категориях:
- Худшая режиссура — Майкл Ритчи
- Худшая мужская роль — Майкл Кейн